# Xã Barren, Quận Jackson, Arkansas
Xã Barren (tiếng Anh: Barren Township) là một xã thuộc quận Jackson, tiểu bang Arkansas, Hoa Kỳ. Năm 2010, dân số của xã này là 910 người.